# Battle Ground (Indiana)
Battle Ground ist eine Town in Tippecanoe County im US-Bundesstaat Indiana. Der Ort hat 1334 Einwohner (Stand: 2010). 
Battle Ground liegt in der Nähe des Schlachtfeldes von der Schlacht bei Tippecanoe, etwa 2 km nordwestlich vom Wabash River. 
In der Nähe von Battle Ground befindet sich der Prophetstown State Park. Auf dem Gelände liegt das Freilichtmuseum von Prophetstown. Das Museum besteht aus dem Nachbau einer Indianer-Siedlung und einer Farm aus den 1920er Jahren.